# Tulajdonság
A tulajdonság relatív fogalom, szemben a hasonló, de abszolút fogalommal, a minőséggel. A dolog létezhet egyes tulajdonságai nélkül, a minőség megszűnése viszont megszünteti magát a dolgot. A tulajdonságok közül azok, amelyek a dolog minőségei, egyben a dolog határai vagy lényeges tulajdonságai. A tulajdonságok másik fele nem határai a dolognak, csak egyszerűen tulajdonságai. Minőségek, amelyek elválasztják a dolgokat, nem specifikumai a dolgoknak. Egy és ugyanazon minőség különböző dolgok jellegzetessége is lehet. És megfordítva, egy és ugyanazon dolog különböző minőségek sokaságával rendelkezik, amely mindegyike elválasztja más dologtól. Mivel ezek a más dolgok végtelen halmazt alkotnak, az adott dolog minőségeinek mennyisége is végtelen.

## Minőség
Minthogy a minőség maga is tulajdonság, a többi tulajdonsághoz hasonlóan viszonylagos, azaz nemcsak attól a dologtól függ, amelynek minősége, hanem más, azzal a dologgal kapcsolatos dolgoktól is.
A minőség más értelemben is viszonylagos. Ami az egyik dolog számára minőség, egyszerűen csak tulajdonság lehet a másik számára és fordítva. Például a zenélni tudás egy mérnöknél tulajdonság, a művésznél ez minőség.
Ha minden lényeges tulajdonság minőség, akkor két lényeges tulajdonság együttvéve is minőséget alkot. Pontosan így lesz három, négy stb. minőség kombinációja is, és végül a minőségek olyan összességét kapjuk, amely elegendő az adott dolognak az összes többi dolog halmazából való kiválasztására. Ez az összesség lesz a dolog specifikuma, minőség a fogalom szokásos meghatározása szerint.
A tulajdonság nyelvtani: mondatani és szófaji sajátosságai
Legegyszerűbb esetben a tulajdonság maga egy melléknév, amely a mondatban jelző lesz. A melléknevek egy része két szélsőséges tulajdonság, vagy egy tulajdonság két szélső, esetleg ellentétes értékét mutatja, annak jellemzésére szolgál.
A mondatokban előfordulhatnak melléknévi állítmányok, ha az állítmány fogalmi jelentését nem az ige, hanem valamelyik névszó hordozza, akkor az állítmány kötelezően kiegészül segédigével: légy jó, szép a szemed. Névszói igei állítmány az is, amelyből a segédige hiányzik, például Karcsi fárad.
A névszói állítmány és az alany jelentésének viszonya alapján van minősítő és hasonlító állítmány. Minősítő minden melléknévi és melléknévi névmás állítmány, amelynek jelentésköre tágabb az alany jelentéskörénél: például végre tiszta a lakás, mitől foltos a nadrágod, az é birtokjeles főnév és a főnévi névmás is minősítő állítmány, például a játszótér a gyerekeké, a sör az öcsémé. A minősítő jelentésű főnévi állítmányi szerkezetek leggyakrabban besoroló, osztályozó jelentésűek.

## Szófajilag
A jelző jellegzetesen a főnév bővítménye, általában szabad bővítmény. A jelzős szerkezet szórendje többnyire kötött, a jelző elválaszthatatlan a jelzett szótól, csak szószerkezetben, ami azt jelenti, hogy a jelzős szószerkezetből az alaptag sosem maradhat el.
A jelzők felosztása:
- minősítő jelzők:
- minőségjelzők,
- mennyiségjelző
- birtokos jelző
- értelmező jelző